# Чэнь Вэньсинь
Чэнь Вэньсинь (кит. трад. 陳文新, упр. 陈文新, пиньинь Chén Wénxīn; 23 сентября 1926, Люян — 7 октября 2021, Пекин
) — китайский биолог, специализировавшаяся на почвенных микроорганизмах и таксономии бактерий, академик Китайской академии наук

## Биография
В 1948 году Чэнь поступила на факультет агрохимии Национального Уханьского университета (ныне Уханьский университет), который окончила в 1952 году. В 1954 году по государственной стипендии была направлена на учёбу в Московскую сельскохозяйственную академию имени Тимирязева, где в 1958 году под руководством М. В. Фёдорова защитила диссертацию.
Чэнь вернулась в Китай в 1959 году и преподавала в Китайском сельскохозяйственном университете. С 1982 по 1983 год она была приглашённым учёным в Корнельском университете.

## Научный вклад
Чэнь основала первую в Китае современную лабораторию молекулярной классификации бактерий. Главным объектом её исследований были клубеньковые бактерии, Rhizobium вовлечённые в процесс азотфиксации в почве и усвоения азота растениями. Чэнь основала крупнейшую в мире базу данных Rhizobium в Китае, в которой количество штаммов и видов растений-хозяев не имеют равных в мире. Она доказала многообразие симбиотических отношений между Rhizobium и бобовыми культурами, и обнаружила, что смешанные посадки злаковых и бобовых культур могут улучшать их взаимодействие с Rhizobium, сопровождаемое повышением урожайности.

## Премии и награды
- 2001 — Государственная премия в области естественных наук (вторая степень)[6].
- 2001 — академик Китайской академии наук[7].

Чэнь Вэньсинь вместе с соавторами описала новый род клубеньковых бактерий Sinorhizobium Chen et al. 1988
В её честь был назван род бактерий Вэньсиния (лат. Wenxinia).